# MFK Dubnica
MFk Dubnica  este o echipă de fotbal din orașul Dubnica nad Váhom, Slovacia.

## Istorie
- 1926 - Fondat ca SK Dubnica
- 1948 - Redenumit în ŠK Sokol Škoda Dubnica
- 1952 - Redenumit în ŠK Sokol Vorošilov
- 1953 - Redenumit în DŠO Spartak ŠK Dubnica
- 1962 - Redenumit în TJ Spartak ŠK Dubnica
- 1965 - Redenumit în TJ Spartak SMZ Dubnica
- 1978 - Redenumit în TJ Spartak ZTS ŠK Dubnica
- 1993 - Redenumit în FK ZTS Kerametal Dubnica
- 1999 - Redenumit în FK ZTS Dubnica
- 2003 - Prima calificare într-o competiție europeană, 2003
- 2008 - Redenumit în MFK Dubnica